# Joel McHale
Joel Edward McHale (Roma, 20 novembre 1971) è un comico, attore, sceneggiatore, produttore televisivo e doppiatore statunitense.

## Biografia
McHale è nato a Roma, in Italia, il 20 novembre 1971 (suo padre in quegli anni è stato preside presso la Loyola university situata nel centro di Roma) da padre statunitense di origini irlandesi e da madre canadese di origini norvegesi; è cresciuto vicino a Seattle. Si è laureato in Storia all'Università di Washington e ha ricevuto un master in Belle Arti presso il Professional Actors Training Program della stessa università.
È sposato dal 1996 con Sarah Williams e ha due figli: Edward Roy (2005) e Isaac (2008).

## Carriera
Tra il 1993 e il 1997 ha partecipato alla show comico Almost Live!, un programma televisivo locale dedicato alla stand-up comedy.
Trasferitosi a Los Angeles, è apparso come guest star in Oliver Beene, CSI: Miami, Will & Grace, Lords of Dogtown, Thank God You're Here, Pushing Daisies e Spider-Man 2.
Nel 2004 inizia a presentare lo show comico The Soup sul canale via cavo E!.
Dal 2009 al 2015 è nel cast principale della sitcom Community.
Nel 2012 interpreta il ruolo di Rex nel film Ted.
Nel 2018 McHale è nel cast ricorrente nella seconda stagione della serie commedia horror di Netflix Santa Clarita Diet. Nel dicembre dello stesso anno McHale è stato scelto per interpretare Starman del DC Universe della serie di The CW Stargirl. Dopo un ruolo secondario nelle prime due stagioni, è stato promosso nel cast principale della terza stagione. Dal 2023 è protagonista e produttore esecutivo della sitcom Animal Control. Nel 2025 è nel cast della terza stagione di Yellowjackets.

## Filmografia parziale

### Attore

#### Cinema
- Spider-Man 2, regia di Sam Raimi (2004)
- Wait, regia di Bethany Ashton Wolf – cortometraggio (2004)
- Lords of Dogtown, regia di Catherine Hardwicke (2005)
- Game Time, regia di Rob Hampton – cortometraggio (2005)
- La prima volta di Niky (Mini's First Time), regia di Nick Guthe (2006)
- News Movie (The Onion Movie), regia di Tom Kuntz e Mike Maguire (2008)
- The Informant!, regia di Steven Soderbergh (2009)
- Spy Kids 4 - È tempo di eroi, regia di Robert Rodriguez (2011)
- (S)Ex List (What's Your Number?), regia di Mark Mylod (2011)
- Un anno da leoni (The Big Year), regia di David Frankel (2011)
- 12 Angry Bros, regia di Mike Litzenberg e Bridge Stuart – cortometraggio (2012)
- Ted, regia di Seth MacFarlane (2012)
- Insieme per forza (Blended), regia di Franck Coraci (2014)
- Liberaci dal male (Deliver Us from Evil), regia di Scott Derrickson (2014)
- Adult Beginners, regia di Ross Katz (2014)
- Natale con i tuoi (A Merry Friggin' Christmas), regia di Tristram Shapeero (2014)
- Assassination Nation, regia di Sam Levinson (2018)
- A Futile and Stupid Gesture, regia di David Wain (2018)
- Game Over, Man!, regia di Kyle Newacheck (2018)
- Pupazzi senza gloria (The Happytime Murders), regia di Brian Henson (2018)
- Stuck, regia di Jillian Armenante (2018)
- Dark Harbor, regia di Joe Raffa (2019)
- Becky, regia di Cary Murnion e Jonathan Milott (2020)
- Happily, regia di BenDavid Grabinski (2021)
- Queenpins - Le regine dei coupon (Queenpins), regia di Aron Gaudet e Gita Pullapilly (2021)
- The Seven Faces of Jane, regia di Gillian Jacobs, Gia Coppola, Boma Iluma, Ryan Heffington, Alexandra Cassavetes, Julian Acosta, Ken Jeong e Alex Takacs (2022)
- Parachute, regia di Brittany Snow (2023)
- It's a Wonderful Knife, regia di Tyler MacIntyre (2023)

#### Televisione
- Bill Nye, the Science Guy – serie TV, episodio 5x13 (1998)
- The Huntress – serie TV, episodio 1x03 (2000)
- Il fuggitivo (The Fugitive) – serie TV, episodio 1x04 (2000)
- Un detective in corsia (Diagnosis: Murder) – serie TV, episodio 8x04 (2000)
- Will & Grace – serie TV, episodi 3x16-11x12-11x13 (2001; 2020)
- Oliver Beene – serie TV, episodio 1x08 (2003)
- CSI: Miami – serie TV, episodio 4x09 (2005)
- The IT Crowd, regia di Gail Mancuso – episodio pilota scartato (2006)
- Pushing Daisies – serie TV, episodio 1x06 (2007)
- Giants of Radio, regia di Jason Winer – episodio pilota scartato (2008)
- Community – serie TV, 110 episodi (2009-2015)
- Sons of Anarchy – serie TV, episodi 5x06-5x07 (2012)
- Sesamo apriti (Sesame Street) – serie TV, episodio 42x32 (2012)
- Video Game High School – serie web, webisodio 3x01 (2014)
- Kittens in a Cage – serie web, webisodio 1x03 (2015)
- X-Files (The X-Files) – serie TV, 4 episodi (2016-2018)
- Dr. Ken – serie TV, episodio 1x14 (2016)
- Difficult People  – serie TV, episodio 2x08 (2016)
- The Great Indoors – serie TV, 22 episodi (2016-2017)
- Dimension 404 – serie TV, episodio 1x01 (2017)
- Mystery Science Theater 3000 – serie TV, episodio 11x14 (2017)
- Bill Nye Saves the World – serie TV, episodio 1x10 (2017)
- Ryan Hansen Solves Crimes on Television – serie web, webisodi 1x03-2x01 (2017-2019)
- Santa Clarita Diet – serie TV, 4 episodi (2018-2019)
- Drunk History – serie TV, episodio 5x13 (2018)
- The Joel McHale Show - Con Joel McHale (The Joel McHale Show with Joel McHale) – serie TV, 19 episodi (2018)
- The Rookie – serie TV, episodio 1x17 (2019)
- Mr. Iglesias – serie TV, episodio 1x09 (2019)
- Medical Police – serie TV, episodio 1x05 (2020)
- Black-ish – serie TV, episodio 6x17 (2020)
- Tiger King – serie TV, episodio 1x08 (2020)
- The Twilight Zone – serie TV, episodio 2x06 (2020)
- Psych 2: Lassie Come Home, regia di Steve Franks – film TV (2020)
- Stargirl – serie TV, 19 episodi (2020-2022)
- American Housewife – serie TV, episodio 5x13 (2021)
- The Bear – serie TV, 4 episodi (2022-2023)
- Animal Control – serie TV, 12 episodi (2023-in corso)
- Yellowjackets – serie TV, episodi 3x07-3x08-3x09 (2025)

### Doppiatore
- Robot Chicken – serie animata, episodi 3x13-4x18 (2007; 2009)
- Boog & Elliot 2 (Open Season 2), regia di Matthew O'Callaghan e Todd Wilderman (2008)
- Phineas e Ferb (Phineas and Ferb) – serie animata, episodio 3x06 (2011)
- Randy - Un Ninja in classe (Randy Cunningham: 9th Grade Ninja) – serie animata, 7 episodi (2013-2015)
- Regular Show – serie animata, episodio 6x16 (2015)
- BoJack Horseman - serie animata, episodio 2x02 (2015)
- LEGO Dimensions – videogioco (2015)
- Rick and Morty – serie animata, episodio 3x02 (2017)
- La legge di Milo Murphy (Milo Murphy's Law) - serie animata, episodio 1x14-2x07 (2017-2018)
- Tappo - Cucciolo in un mare di guai (Trouble), regia di Kevin Johnson (2019)
- Love, Death & Robots – serie animata, episodio 3x05 (2022)

### Sceneggiatore
- Mystery Science Theater 3000 – serie TV, episodio 11x13 (2017)

## Riconoscimenti
- Critics' Choice Television Award
  - 2011 – Candidatura al Miglior attore in una serie commedia per Community
  - 2012 – Candidatura al Miglior attore in una serie commedia per Community

- Premio Emmy
  - 2014 – Candidatura al Miglior corto live action per The Soup

## Doppiatori italiani
Nelle versioni in lingua italiana delle opere in cui ha recitato, Joel McHale è stato doppiato da:
- Giorgio Borghetti in Spy Kids 4 - È tempo di eroi, Un anno da leoni, Liberaci dal male, Queenpins - Le regine dei coupon
- Lorenzo Scattorin in Community, A Futile and Stupid Gesture
- Alessio Cigliano in Ted, Natale con i tuoi
- Francesco Bulckaen in (S)Ex List, Yellowjackets
- Luciano Roffi in Spider-Man 2
- Maurizio Reti in CSI: Miami
- Antonio Sanna in The Informant!
- Marco Vivio in Insieme per forza
- Fabrizio Bucci in Game Over, Man!
- Francesco Pezzulli in Pupazzi senza gloria
- Teo Bellia in X-Files
- Emiliano Coltorti in Sons of Anarchy
- Edoardo Stoppacciaro in Santa Clarita Diet
- Renato Novara in Becky

Da doppiatore è sostituito da:
- Francesco Pezzulli in Boog & Elliot 2